# Astillero naval

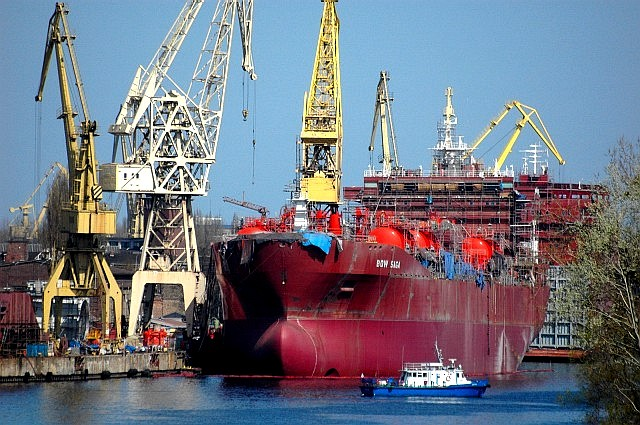
Construcción del buque tanque químico Bow Saga, en 2007 en Polonia.

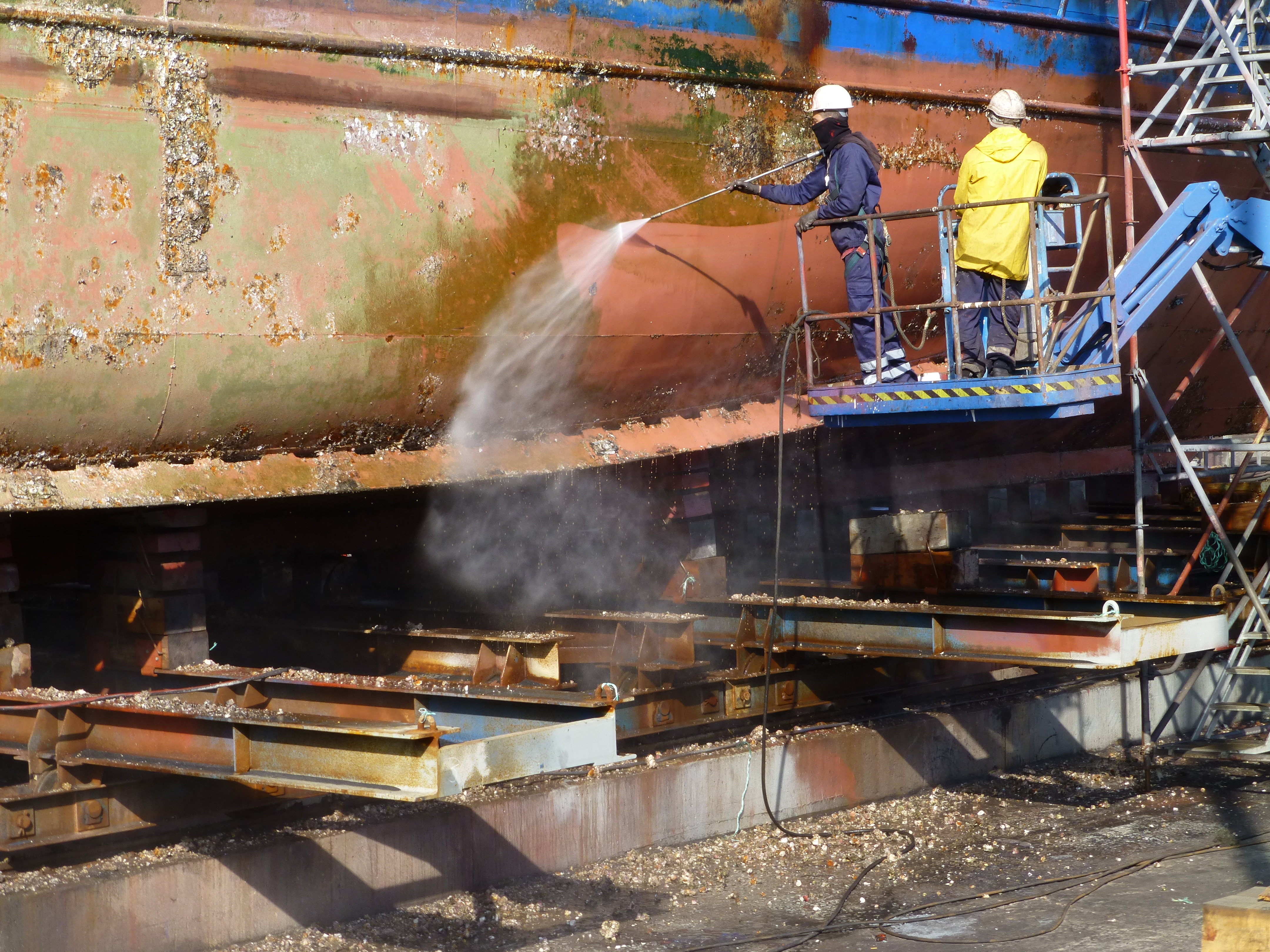
En un varadero del Puerto de La Luz y de Las Palmas, limpiando el casco de un buque pesquero.

El astillero naval o atarazana es una instalación industrial donde se construyen y reparan buques. Puede tratarse de yates, buques militares, barcos comerciales, u otro tipo de barcos para transporte de mercancías o de pasajeros.
Los astilleros se construyen cerca del mar o de ríos navegables para permitir el acceso de las embarcaciones.

## Etimología
Astillero viene de astilla, que es un pequeño trozo que se desprende de la madera. La madera era el material del que estaban hechas todas las embarcaciones antes del uso del metal para esa labor.
La palabra atarazana proviene del vocablo árabe ad-dar as-sina'a, que significa "la casa de la industria" o "la casa de fabricación". Con ese término los árabes se referían tanto a los astilleros como a cualquier otro centro fabril, como una fábrica de armas (de hecho, la palabra "arsenal" viene de la misma raíz, lo mismo que dársena). En su acepción náutica, el término también aludía a centros donde, aunque no se construyeran barcos, se almacenaban o fabricaban sus piezas o accesorios. En la actualidad atarazana es sinónimo de astillero.

## Historia

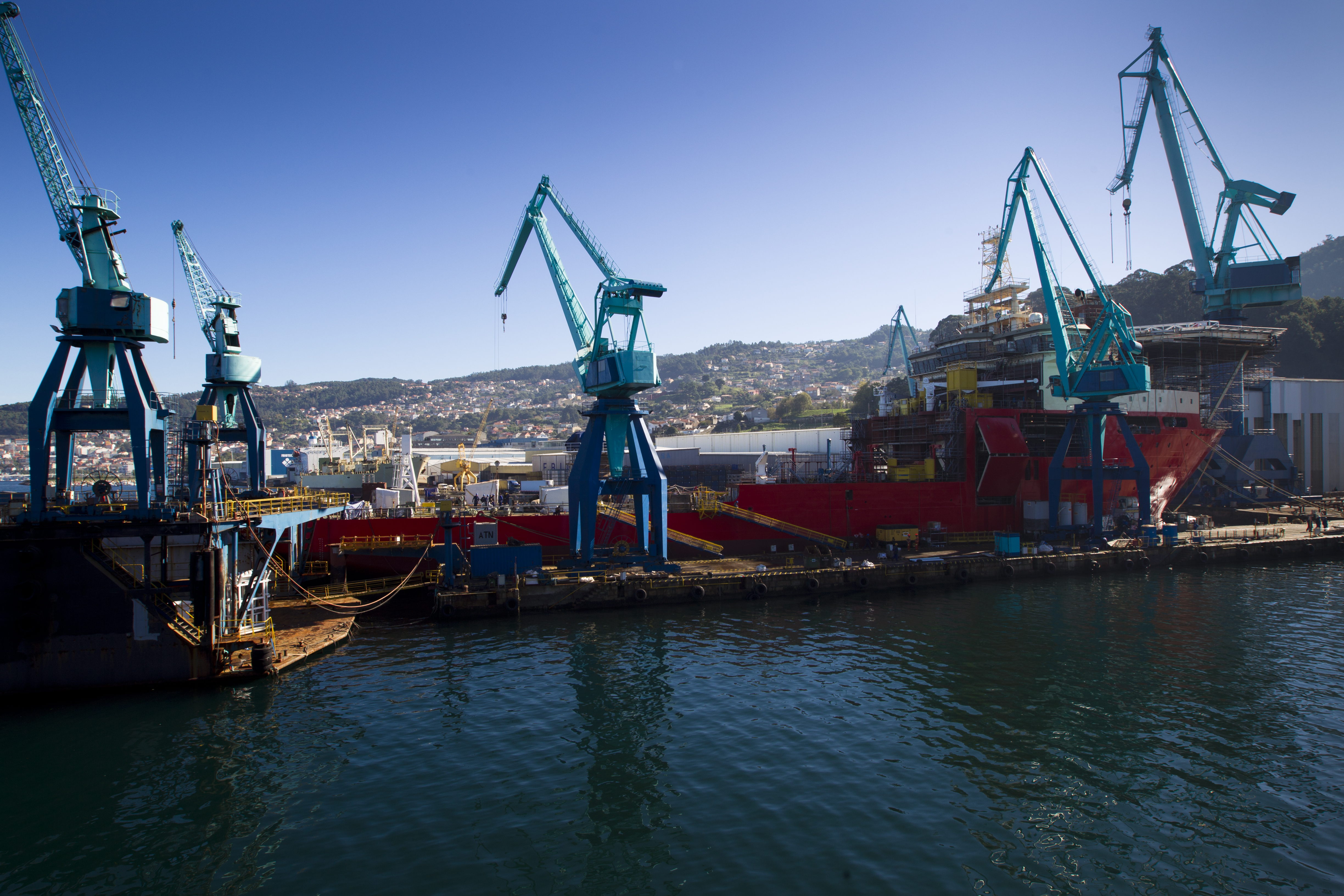
Instalaciones del astillero MetalShips & Docks en Vigo (España).

Todas las naciones que sostienen un comercio marítimo de cierta importancia se han preocupado de crear astilleros para fabricar buques mercantes y de guerra.
En la Edad Media, fueron especialmente notables los astilleros de Venecia, Génova y Pisa, a los que vinieron pronto a añadirse en 1252 las Atarazanas de Sevilla, una de las mayores instalaciones industriales de la Baja Edad Media en Europa, de extensión comparable a la que tenía por entonces el Arsenal de Venecia. También fueron particularmente importantes [cita requerida] los la Corona de Aragón: Arenys, Blanes, Barcelona, Mataró, Villanueva y Geltrú, Sitges y Tortosa.
Las ciudades con ríos navegables han sido también sede de importantes astilleros. Por ejemplo, en el Reino Unido el rey Enrique VIII de Inglaterra fundó astilleros en Woolwich y Deptford en 1512 y 1513, respectivamente, a las orillas del Támesis y, en España, las mencionadas atarazanas en el río Guadalquivir.
Con el descubrimiento de América y las expediciones militares a Flandes, decayó en gran manera la marina en el Levante español, pero aun así se siguieron construyendo barcos en sus astilleros durante todo el siglo XVII, hasta que bajo el reinado de Carlos III cobraron nueva actividad, sobresaliendo el de Masnou.
El Astillero de Guayaquil, en Ecuador, fue fundado en 1547 y llegó a ser el más grande de América del Sur.

## Descripción
Además de las gradas, en las que se lleva a cabo la construcción del casco, el astillero comprende muchas otras dependencias, como la oficina técnica, los talleres, las oficinas comerciales y administrativas, etc. En la oficina se proyecta la embarcación, proporciona los datos necesarios para la construcción de sus partes y se realizan los cálculos que atañen a su desplazamiento, tonelaje, potencia de propulsión, estabilidad, etc.
En los talleres los mecánicos se encargan de la soldadura, cortar y pulir planchas, así como de construir máquinas y aparatos mecánicos, hidráulicos y eléctricos, con su cableado y tuberías. Por su parte, las oficinas comerciales y administrativas se encargan del aprovisionamiento de los materiales, los pagos, los seguros, etc.
Para algunos elementos, como ciertas maquinarias de propulsión o las armas (en el caso de buques de guerra), el astillero recurre a otras compañías ajenas.
En la denominada "sala de gálibos" se dibujan sobre un pavimento las piezas a tamaño real atendiendo a la forma de las planchas, los perfiles, las brazolas, algunas partes de los baos y de las cuadernas, etc. Posteriormente se pasa a realizarlas en un taller. Para mover y colocar las piezas los astilleros cuentan con grandes grúas autopropulsadas, de torre o de puente.

## Astilleros en la actualidad

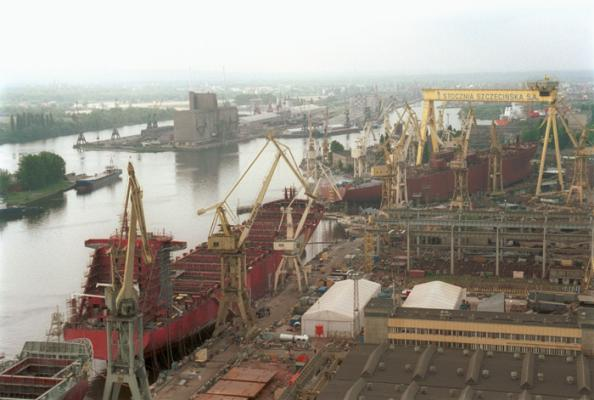
Astillero en Polonia (Szczecin).

Desde los años 1980 los astilleros europeos han perdido fuerza con respecto a los de Japón y Corea del Sur. En la actualidad (2015) los astilleros con mayor carga de trabajo están en China, Corea del Sur y Japón.
En 2012 los diez astilleros del mundo con mayor producción de barcos por su tonelaje fueron:
| Nombre                      | Lugar                | GT         | Barcos |
| --------------------------- | -------------------- | ---------- | ------ |
| Shanghai Waigaoqiao         | Shanghái, China      | 15,096,900 | 164    |
| Astilleros Imabari          | Marugame, Japón      | 15,692,687 | 393    |
| Hyundai Mipo                | Ulsan, Corea del Sur | 16,715,650 | 618    |
| Astilleros Oshima           | Oshima, Japón        | 16,983,004 | 539    |
| Astilleros Tsuneishi        | Numakuma, Japón      | 17,824,038 | 492    |
| Industria Pesada Mitsubishi | Nagasaki, Japón      | 19,506,548 | 315    |
| Hyundai Samho               | Samho, Corea del Sur | 28,414,515 | 372    |
| Industria Pesada Samsung    | Geoje, Corea del Sur | 58,082,349 | 785    |
| Astilleros Daewoo           | Okpo, Corea del Sur  | 68,284,087 | 834    |
| Industria Pesada Hyundai    | Ulsan, Corea del Sur | 93,893,700 | 1428   |

En Europa tienen una industria naval con cierta presencia internacional España, Italia, Reino Unido, Francia, Alemania, Bélgica, Portugal, Noruega, Países Bajos y, en menor medida, Grecia. Cerca de la Unión Europea, Turquía tiene una industria naval competitiva.
En América del Norte, destaca Talleres Navales del Golfo por ser el astillero más antiguo de México, establecido en 1935 en el Puerto de Veracruz, que además de construir y reparar embarcaciones, ha diversificado sus servicios incursionando en la fabricación de estructuras metal-mecánicas. Estados Unidos también ha sido y es un productor de barcos de referencia.
En el Ecuador, Sudamérica, opera la empresa estatal ASTINAVE EP,  carenamiento, repotenciación, construcción de embarcaciones de todo tipo 
En el Perú, Sudamérica, opera la empresa estatal SIMA,  construyendo embarcaciones tanto para uso militar como comercial. 
En Chile, se encuentra ASMAR, una empresa estatal con instalaciones en Valparaíso, Talcahuano y Punta Arenas.
En Colombia, Cotecmar desarrolla proyectos para la construcción de buques para la armada nacional y repara buques.
En Argentina hay varios astilleros como el Astillero Río Santiago y Tandanor.